# Étoile de Sneden
Pour les articles homonymes, voir Sneden.
Ne doit pas être confondue avec l'astéroïde (133008) Snedden.
Désignations
L'étoile de Sneden, ou BPS CS22892-0052, est une étoile géante de type K située à une distance d'environ 6,2 kpc (∼20 200 al) dans le halo galactique de la Voie lactée.
C'est une étoile de population II, c'est-à-dire très âgée et ultra-pauvre en éléments autres que l'hydrogène et l'hélium. Elle appartient à la sous-classe des étoiles — très rares — très enrichies (par rapport au fer) en éléments issus du processus r.

## Découverte et observations complémentaires
Cette étoile a été découverte lors d'une recherche systématique des étoiles de faible métallicité menée à l'observatoire interaméricain du Cerro Tololo, au Chili,.
Des observations spectroscopiques à haute résolution réalisées à partir de 1993 par Christopher Sneden de l'Université du Texas à Austin ont permis de mesurer l'abondance de 53 éléments chimiques dans la photosphère de cette étoile,.

## Composition de la photosphère
L'étoile de Sneden a une métallicité particulièrement basse, avec un indice [Fe/H] égal à −3,1.
À partir du baryum (Z = 56), tous les éléments détectés sont présents avec une distribution typique de celles issues du processus r. Cette distribution est également similaire à celle que l'on trouve dans le Système solaire. En comparant l'abondance d'un élément stable tel que l'europium (Z = 63) avec un élément radioactif tel que le thorium (Z = 90), il est possible de calculer l'âge de l'étoile, en tenant compte de l'abondance des éléments chimiques formés lors du processus r dans les supernovas,. Selon cette méthode l'étoile aurait entre 12 et 16 milliards d'années, ce qui fait de l'étoile de Sneden l'une des plus âgées connues dans les années 2000.
Des âges similaires ont été calculés pour d'autres étoiles ultra-pauvres en métaux tels BPS CS 31082-0001 (l'étoile de Cayrel), BD +17° 3248 ou HE 1523-0901, d'après les rapports thorium-uranium.